# 박찬식
박찬식(1963년 5월 22일~)은 대한민국의 시민활동가이자 교육자이다.
서울대학교 법과대학 82학번으로 서울대학교 학생 운동의 대표적 인물 중 한명으로 재학시절 학생회장에 출마했던 이력이 있다. 졸업 이후 사법시험을 치르지 않고 노동운동에 투신하여 대구 등지에서 활동, 두 차례 옥고를 치르기도 했다. 이후 영국 요크대학교에서 정치학 박사 학위를 취득하고 성공회대, 충북대학교 등에 출강하였다. 이 기간 동안 “육지사는 제주사름”(육지사는 제주사람)이라는 재외 도민 단체를 통해 제주도의 각종 현안에 깊이 참여했다. 특히 4.3 사건을 전국적으로 알리는 데 기여했으며 2018년에는 제주4.3제70주년범국민위원회 운영위원장을 맡았다.
제주 제2공항 문제가 제주사회의 갈등 현안으로 부상하자 제주제2공항 비상도민회의 상임공동대표로서 제2공항 저지의 선두에 섰다. 2019년도 제주에 귀향하여 대통령 직속 기관인 국가균형발전위원회의 본위원으로 위촉되었다. 2022년, 제39대 제주특별자치도지사 선거에 출마했다.

## 학력
- 1976 제주제일중학교 입학(28회)
- 1979. 오현고등학교 입학(30회)
- 1982. 서울대학교 법과대학 입학(학사)
- 1997. 서울대학교 행정대학원 입학(석사)
- 2005. 영국 요크대학교 정치학 입학(박사)[3]

## 경력
- 시민정치연대 제주가치 공동대표
- 전 국가균형발전위원회 위원
- 전 제주제2공항 비상도민회의 상임공동대표
- 전 제주4.3제70주년범국민위원회 운영위원장
- 전 성공회대학교/충북대학교 외래 교수[4]